# Silkerode
Silkerode é uma vila e antigo município da Alemanha localizado no distrito de Eichsfeld, estado da Turíngia.  Pertencia ao verwaltungsgemeinschaft de Eichsfeld-Südharz. Desde 1 de dezembro de 2011, faz parte do município de Sonnenstein.

## Demografia
Evolução da população (em 31 de dezembro):
| - 1994 - 413 - 1995 - 414 - 1996 - 421 - 1997 - 422 | - 1998 - 421 - 1999 - 420 - 2000 - 427 - 2001 - 429 | - 2002 - 431 - 2003 - 433 - 2004 - 422 |

Fonte: Thüringer Landesamt für Statistik